# Farum Station
Farum Station er en S-togs-station i Farum, der er endestation for linje B. Stationen er opført på samme område som den tidligere Farum Station, der var en station på København-Slangerup Banen. Syd for stationen er der opstillingsspor for S-tog.

## Beskrivelse
Jernbanesporet fører umiddelbart efter stationen over en jernbanebro, der tjener til at passere Mølleåen mellem Farum Sø og Furesø. Over broen er banen enkeltsporet, hvorfor indkommende tog må afvente afgående tog på strækningen mellem Værløse og Farum.
Stationen har indgang fra stationstorvet mod nord, hvor også billetsalg/kiosk er beliggende. Desuden er der mod vest et busområde, som støder op til spor 2, og hvor der også er holdeplads for taxaer. På denne side er der desuden parkeringspladser for biler, som afsætter eller afhenter passagerer og overfor er der et skur til cykelparkering.
Mod syd er der langs sporet anlagt en parkeringsplads til personbiler. Den kan rumme ca. 150 biler.
Perroner og busområde er overdækket af en karakterfuld tagdækning.
Stationsbygningerne omfatter i øvrigt følgende:
- En butik med kombineret kiosk og billetsalg
- En barakbygning, der tidligere var billetsalg, men som nu står ubenyttet. I dennes anden ende er der toilet og handicaptoilet
- En barakbygning med hvilerum for buschauffører. Bygningen har desuden et rum med en fotoautomat.
- En bygning til cykelparkering, der indeholder såvel aflåste som uaflåste rum. Den ligger langs spor 1.

Farum Station ligger i takstzone 62.

## Historie
I perioden 1906-1954 var det en station på Slangerupbanen mellem Lygten Station og Slangerup Station

## Galleri
- Stationsbygningen ved Stationstorvet.
- Busterminalen.
- Busterminalen.
- Overdækket perron.

## Antal rejsende
Ifølge Østtællingen var udviklingen i antallet af dagligt afrejsende med S-tog:
| År   | Antal | År   | Antal | År   | Antal | År   | Antal |
| ---- | ----- | ---- | ----- | ---- | ----- | ---- | ----- |
| 1957 | -     | 1974 | -     | 1991 | 3.605 | 2001 | 2.695 |
| 1960 | -     | 1975 | -     | 1992 | 3.161 | 2002 | 2.540 |
| 1962 | -     | 1977 | 1.642 | 1993 | 3.246 | 2003 | 2.486 |
| 1964 | -     | 1979 | 2.196 | 1995 | 3.006 | 2004 | 2.849 |
| 1966 | -     | 1981 | 2.695 | 1996 | 2.798 | 2005 | 2.346 |
| 1968 | -     | 1984 | 2.783 | 1997 | 2.820 | 2006 | 2.362 |
| 1970 | -     | 1987 | 2.406 | 1998 | 2.901 | 2007 | 2.528 |
| 1972 | -     | 1990 | 3.127 | 2000 | 2.951 | 2008 | 1.985 |